# Itame tripartita
Itame tripartita là một loài bướm đêm trong họ Geometridae.